# 鹿洞駅 (光州広域市)
鹿洞駅（ノクドンえき）は、大韓民国光州広域市東区にある光州都市鉄道1号線の駅である。駅番号は100。

## 駅構造
- 単式ホーム1面1線を有する地上駅。昇降式ホーム柵設置駅であったが、現在はフルスクリーンタイプ（半密閉式）に置き換えられた。

のりば
| 下り | ●1号線 | 所台・尚武・光州松汀駅・平洞方面 |

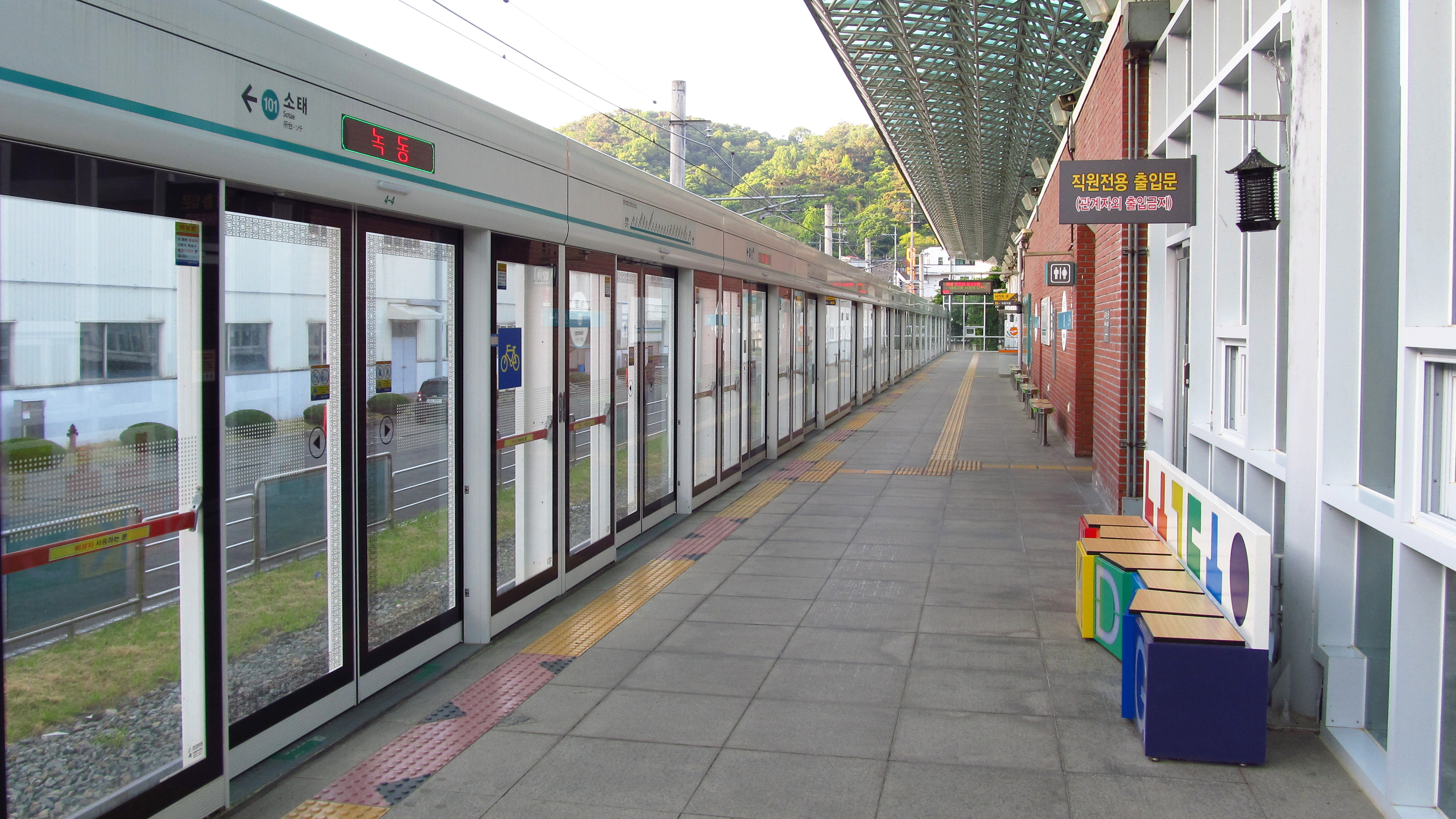
ホーム
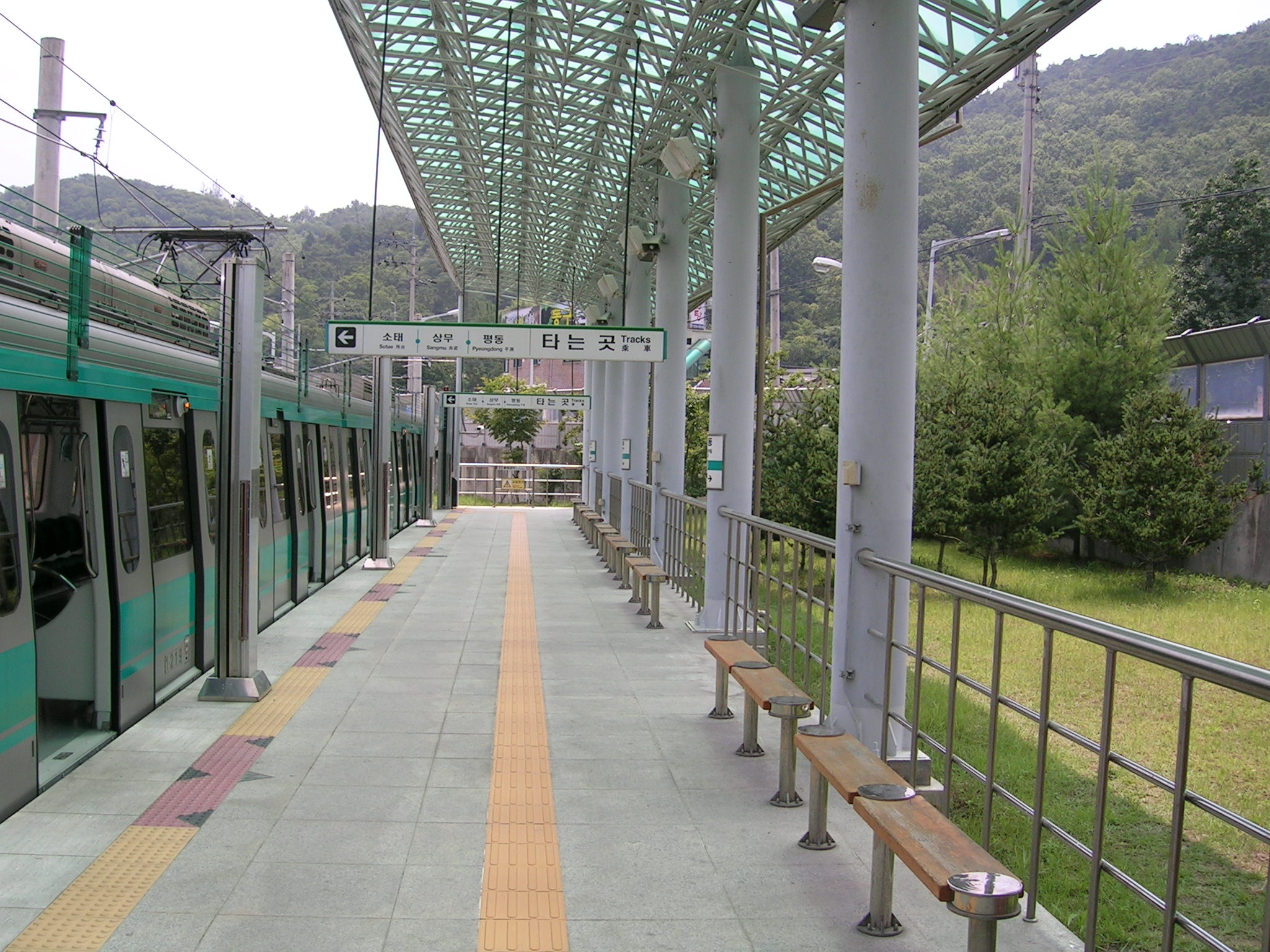
ホーム（ロープ昇降式ホーム柵交換前、2009年7月）

## 駅周辺
- 龍山車両基地

## 歴史
- 2004年4月28日 - 開業。
- 2007年3月 - 昇降式ホーム柵設置。

## 利用状況
| 路線   | 乗車人数 | 乗車人数 | 乗車人数 | 乗車人数 | 乗車人数 | 乗車人数 | 乗車人数 | 乗車人数 | 乗車人数 | 乗車人数 | 乗車人数 | 乗車人数 | 乗車人数 |
| 路線   | 2007年   | 2008年   | 2009年   | 2010年   | 2011年   | 2012年   | 2013年   | 2014年   | 2015年   | 2016年   | 2017年   | 2018年   |          |
| ------ | -------- | -------- | -------- | -------- | -------- | -------- | -------- | -------- | -------- | -------- | -------- | -------- | -------- |
| ●1号線 | 45人     | 51人     | 55人     | 56人     | 57人     | 55人     | 73人     | 未公開   | 未公開   |          | 133人    |          |          |

## その他
- 計画時には駅設置予定はなかったが、車両基地が建設される見返りとして設置されることになった。
- ほとんどの列車は隣の所台駅で折り返すため、当駅発着列車は日中毎時1本、ラッシュ時でも毎時1 - 2本と少ない。
- 2007年3月に世界初のロープ昇降式ホーム柵が設置されたが、2012年より稼働を中止して常時開状態となり、2016年8月にフルスクリーンタイプのホームドアに置き換えられた。韓国のロープ昇降式ホーム柵は他に大邱都市鉄道2号線の汶陽駅にも設置されている。

## 隣の駅
光州都市鉄道
1号線
鹿洞駅 (100) - 所台駅 (101)